# Stadtwaage (Elberfeld)
Die seit 1606 belegte Elberfelder Stadtwaage war eine der wichtigsten öffentlichen Einrichtungen in der frühen Stadt Elberfeld. Die damalige Landesherrschaft bestimmte zur Errichtung der Waage einen Platz am alten Elberfelder Marktplatz. Der Standort des nicht mehr erhaltenen Gebäudes befindet sich an der heutigen Straße Alte Freiheit an der Einmündung zur Poststraße und der Straße Turmhof.
In den Jahren 1824/25 wurde das Bauwerk durch einen Neubau ersetzt und bestand mindestens bis 1852. Das vierstöckige Haus bildete ein unregelmäßiges Viereck. Die Hauptfassade des Hauses wurde aus Hausteinen, die restlichen Wände aus Bruchsteinen ausgeführt. Die Fundamente wurde fünf Fuß (rund 1,56 Meter) tief gegründet. Das Erdgeschoss hatte eine Höhe von 13 Fuß (rund 4,08 Meter) und die Grundfläche betrug 874 Quadratfuß (rund 274,3 Quadratmeter). Die Errichtung des Gebäudes kostete damals 5497 Thaler.
Die oberen Räume wurden an der Institution der Rechtspflege als Frauen-Arrest verpachtet. Weitere Räume wurden, soweit sie nicht für den Betrieb der Waage gebraucht wurden, für die Lagerung von Waren und Gütern gegen ein Pachtgeld genutzt.
In dem Gebäude wurden auch Gerichtsverhandlungen und Magistratsitzungen abgehalten, daher kann man die Waage als Vorgänger des ersten Elberfelder Rathauses bezeichnen.